# Monica Bergamelli
Monica Roberta Bergamelli (Alzano Lombardo, 24 de mayo de 1984) es una deportista italiana que compitió en gimnasia artística. Ganó dos medallas en el Campeonato Europeo de Gimnasia Artística, oro en 2006 y bronce en 2002.

## Palmarés internacional
| Campeonato Europeo | Campeonato Europeo | Campeonato Europeo | Campeonato Europeo   |
| Año                | Lugar              | Medalla            | Prueba               |
| ------------------ | ------------------ | ------------------ | -------------------- |
| 2002               | Patras (Grecia)    | Medalla de bronce  | Concurso por equipos |
| 2006               | Volos (Grecia)     | Medalla de oro     | Concurso por equipos |